# Luna zero due
Luna zero due (Moon Zero Two) è un film di fantascienza del 1969 diretto da Roy Ward Baker e prodotto dalla Hammer Films. Fu promosso come "il primo 'western' lunare". Il film ebbe ricavi molto scarsi al botteghino, ottenendo una certa notorietà dopo essere stato presentato in uno dei primi episodi della serie tv Mystery Science Theater 3000 nel 1990.

## Trama
Nell'anno 2021 la Luna è in procinto di essere colonizzata e questa nuova frontiera sta attirando un gruppo eterogeneo di persone in insediamenti come Luna City, Farside 5 e altri.
Due degli abitanti di questa rozza e tumultuosa società lunare sono il famigerato milionario J.J. Hubbard e l'ex astronauta Bill Kemp, divenuto un semplice ricuperatore di satelliti di comunicazione che vanno in avaria nell'orbita lunare. Primo uomo a mettere piede su Marte, il capitano Kemp ha abbandonato l'azienda spaziale perché vuole darsi all'esplorazione dello spazio, mentre al suo ex datore di lavoro interessa solo fare voli commerciali con passeggeri verso le colonie di Marte e Venere (la prima missione umana su Mercurio non è ancora stato condotta poiché non vi è alcun interesse finanziario convincente).
Quando Hubbard sente di un piccolo asteroide di 6000 tonnellate in puro zaffiro orbitante vicino alla Luna, assolda Kemp per catturarlo utilizzando la scalcinata navicella Luna 02 di Kemp e portarlo verso il lato oscuro della Luna, anche se sarebbe contro la legge. Kemp, ad ogni modo, ha poca scelta da quando ha appreso che la sua licenza di volo presto verrà revocata a causa di proteste da parte dell'azienda spaziale. Hubbard rivela anche che ha intenzione di utilizzare lo zaffiro come isolante termico per un motore a razzo; in tal modo potrebbe costruire razzi più potenti in grado di colonizzare finalmente anche Mercurio e le lune di Giove, a scopo di lucro.
Kemp raggiunge il prezioso asteroide e vi installa tre motori per deviarne il percorso verso il punto prestabilito. Poi, in attesa dell'arrivo del carico, accetta di accompagnare la giovane Clementine Taplin in cerca di suo fratello, un minatore che lavora in una lontana concessione lunare nel cratere Spectacle nel lato oscuro senza dare più notizie di sé. Il viaggio da Luna City richiederebbe ben sei giorni con un veicolo lunare di superficie, ma dal momento che il capitano Kemp potrebbe giungere lì in 20 minuti col Luna 02, la donna lo convince a cercare di capire se il fratello è ancora vivo. In tal modo Kemp apprende più di quanto vorrebbe su alcuni piani di Hubbard: scopre che il minatore è stato eliminato perché si trovava proprio nell'area di caduta dell'asteroide, e che loro ormai sanno troppo per il perfido magnate.

## Produzione
Luna zero due è stato girato agli Elstree Studios nell'Hertfordshire in Inghilterra. La sceneggiatura fu scritta dal produttore del film Michael Carreras da una storia originale di Gavin Lyall, Frank Hardman e Martin Davison. Il budget della produzione fu di 500 000 sterline, e la sigla iniziale, realizzata in animazione, è una parodia comica della "corsa allo spazio" tra USA e URSS, allora in corso.

### Effetti speciali
Gli effetti visivi speciali del film sono stati ideati da un team guidato dall'artista veterano degli effetti visivi Les Bowie, che lavorò a numerose produzioni della Hammer e a diverse produzioni britanniche di fantascienza notevoli.
La navicella Luna 02 è descritta nel film come "abbastanza vecchia", ed è chiaramente ispirata ai modelli Apollo della NASA in chiave "vintage". Tutta la tecnologia più "moderna" sulla Luna possiede un'ispirazione molto più libera e 'mod' nel design, presentandosi più come un diorama di un'Esposizione universale che come qualcosa mai discusso dalla NASA; tra le decorazioni del set vi sono alcuni esemplari della famosa sedia Palla (o Globo) ideata nel 1966 dal designer finlandese Eero Aarnio. Nell'ultima fase della produzione venne inserito un riferimento nei dialoghi a Neil Armstrong divenuto il primo uomo sulla Luna e venne mostrato un monumento sul sito. Il film fu distribuito tre mesi dopo l'allunaggio.

## Distribuzione
Nei paesi di lingua spagnola è stato distribuito col titolo Luna cero dos; in Germania come Banditen auf dem Mond.

## Critica
Ambientazioni, scenari, costumi, effetti speciali ed apparati tecnologici somigliano in modo davvero sospetto ai loro rispettivi omologhi del serial televisivo UFO, la cui realizzazione da parte dei coniugi Anderson è di quello stesso anno, e la loro assoluta modestia li colloca lustri addietro nell'impietoso confronto con l'ancor oggi stupefacente perfezione di quelli del contemporaneo 2001: Odissea nello spazio.»
(Fantafilm)

### Mystery Science Theater 3000
- Moon Zero Two (1969), su YouTube, 7 gennaio 2023.
- (EN) Luna zero due, su The Encyclopedia of Science Fiction.
- Luna zero due, su MYmovies.it, Mo-Net Srl.
- (EN) Luna zero due, su AllMovie, All Media Network.
- (EN) Luna zero due, su Rotten Tomatoes, Fandango Media, LLC.
- (EN, ES) Luna zero due, su FilmAffinity.
- (EN) Luna zero due, su Box Office Mojo, IMDb.com.
- (EN) Luna zero due, su AFI Catalog of Feature Films, American Film Institute.
- (EN) Luna zero due, su BFI Film & TV Database, British Film Institute (archiviato dall'url originale il 1º gennaio 2018).
- (EN) "Mystery Science Theater 3000" Moon Zero Two (episodio TV 1990), su IMDb, IMDb.com.
- (EN) Guida episodio: 111- Moon Zero Two, su mst3kinfo.com.